# Stefanie Vasold
Stefanie Vasold (* 20. März 1980 in Oberstdorf) ist eine österreichische Politikerin (SPÖ) und seit dem 24. November 2020 Abgeordnete zum Wiener Landtag und Mitglied des Wiener Gemeinderates.

## Ausbildung und Beruf
Stefanie Vasold besuchte die Volks- und Hauptschule und das BORG in Radstadt und maturierte 1998. 2012 schloss sie das Studium der Politikwissenschaften an der Universität Wien ab. In den folgenden Jahren absolvierte sie eine Ausbildung zur Mediatorin sowie traumazentrierten Fachberatung und Traumapädagogik. Seit 2008 arbeitet sie freiberuflich im Kinderschutzbereich.

## Politik
Ab 1996 engagierte sich Stefanie Vasold bei der Aktion kritischer Schüler_innen (AKS) in Salzburg, u. a. als Schulsprecherin und stellvertretende AHS-Landesschulsprecherin und als Landessekretärin. Von 2001 bis 2008 war sie in der Sozialistischen Jugend (SJ) Wien und Österreich aktiv, u. a. als Vorsitzende der SJ Josefstadt, als Wiener Landessekretärin und als Frauensprecherin der SJ Österreich. Von 2001 bis 2002 war sie Mitglied des Fakultätskollegiums und der Fakultätsvertretung Geisteswissenschaft an der Universität Wien.
Von 2005 bis 2020 war sie Bezirksrätin in der Bezirksvertretung Wien-Josefstadt, ab 2009 auch Klubvorsitzende der SPÖ-Fraktion in der Bezirksvertretung. 2008–2021 war sie Vorsitzende der SPÖ-Frauen in der Josefstadt. Seit 2021 ist sie Bezirksparteivorsitzende der SPÖ Josefstadt.
Seit dem 24. November 2020 ist Stefanie Vasold Mitglied des Wiener Gemeinderates und Landtags. Sie ist Schriftführerin des Gemeinderates und Landtages, Mitglied im Petitionsausschuss und im Altstadterhaltungsfonds. Seit Dezember 2022 ist sie Vorsitzende der Gemeinderätlichen Kommission für Inklusion und Barrierefreiheit und Mitglied im Gemeinderatsausschuss für Bildung, Jugend, Integration und Transparenz.